# دولت انتاریو
دولت انتاریو (فرانسوی: Gouvernement de l'Ontario‎) نهاد مسئول اداره استان انتاریو در کانادا است.